# Gabriele Wetzko
Gabriele Wetzko (* 28. August 1954 in Leipzig) ist eine ehemalige deutsche Schwimmerin, die für die DDR startete.

## Werdegang
Ihren ersten internationalen Start hatte sie 1967 bei den Junioreneuropameisterschaften, wo sie den Titel über 100 Meter Freistil gewann. Im Jahr darauf startete sie bei den Olympischen Spielen 1968 in Mexiko-Stadt, bei dem sie mit der 4-mal-100-Meter-Freistilstaffel der DDR die Silbermedaille gewann. In Einzelwettbewerben wurde sie Vierte über 200 Meter Freistil und Fünfte über 400 Meter Freistil.
Im Sommer 1969 schwamm sie als erste Europäerin die 100 Meter Freistil unter einer Minute, als sie in Budapest den Europarekord der Ungarin Judit Turoczy auf 59,6 Sekunden verbesserte.
Bei den Europameisterschaften 1970 in Barcelona errang sie, jeweils mit Europarekord, den Titel über 100 Meter und 200 Meter Freistil. Außerdem siegte sie mit der 4-mal-100-Meter-Lagenstaffel und der 4-mal-100-Meter-Freistilstaffel mit Weltrekord.
Zwei Jahre später bei den Olympischen Spielen 1972 in München gewann sie mit der 4-mal-100-Meter-Freistilstaffel nochmals Silber und wurde Vierte über 100 Meter Freistil.
Des Weiteren konnte sie in ihrer Karriere mehrere neue Europarekorde mit den DDR-Staffeln über 4 × 100 Meter Freistil und 4 × 100 Meter Lagen aufstellen.

### Rücktritt und weiterer beruflicher Werdegang
Im Jahr 1973 beendete sie ihre Schwimmkarriere und begann ein Medizinstudium, später studierte sie Ökonomie und schloss dieses Studium auch ab.

## Auszeichnungen (Auswahl)
- 1968: Vaterländischer Verdienstorden in Bronze
- 1970: Vaterländischer Verdienstorden in Silber